# Амантаев, Рафаэль Альбертович
Амантаев Рафаэль Альбертович (род. 19 октября 1962) — народный артист Республики Башкортостан (1997), танцовщик, солист Башкирского государственного академического ансамбля народного танца имени Файзи Гаскарова; внук литературоведа, фольклориста и общественный деятеля Губдуллы Амантая.

## Биография
Рафаэль Амантаев родился 19 октября 1962 года в городе Уфе. У Рафаэля любовь к танцам проявился с раннего возраста. Занимался в детской хореографической студии при Башгосфилармонии. С 1980 года — артист балета в Башгосфилармонии, где работал до 1990 года; 1990—1991 гг. — артист балета в концертном коллективе концерна «Восток»; 1991—1992 гг. — артист балета в концертном коллективе «Мунсак».
В 1992 году зачислен в Башкирский государственный ансамбль народного танца.

## Творчество
Исполняет танцы «Арагонская хота», «Бесəнселəр (Косари)», «Гопак». В репертуаре хореографические композиции «Андалузские вечера», «Бөркөткə һунар уйыны (Игра-охота на беркута)», «Жених». С выходом на пенсию Рафаэль Амантаев открыл творческую мастерскую «Амантай». Изготавливает и реставрирует элементы сценического костюма, такие как пояса, подвески и браслеты.

## Награды и премии
- Лауреат Всероссиского конкурса исполнителей сольного народного танца (г. Самара, 1993)
- Заслуженный артист Республики Башкортостан (1995)
- Народный артист Республики Башкортостан (1997).